# سعيد حمديوي
سعيد حمديوي (من مواليد 1980 في بلدة أمجاو التابعة لإقليم الدرويش بمنطقة الريف المغربي) هو عالِم ومخترع أمازيغي مغربي متخصّص في مجال "النانوتكنولوجيا". حاصل على لقب أفضل أستاذ في هولندا، حيث يعمل رئيساً لهندسة الكومبيوتر بجامعة "ديلفت" للتكنولوجيا. نالت أبحاثه العديد من الجوائز على المستوى الدولي. وحاصل على جائزة تقديرية من كوريا الجنوبية أثناء مؤتمر دولي انعقد حول "النانوتكنولجيا"، وذلك تقديراً لأبحاث البروفيسور حمديوي العلمية في مجال تطوير الرقائق الإلكترونية.

## مسيرته العلمية
تابع دراسته في إعدادية المسيرة بـالناظور، وبتوجيه من أساتذته هناك التحق سعيد حمديوي بثانوية "المغرب العربي" التقنية بـوجدة، حيث حصل على شهادة الباكلوريا بميزة حسن جداً، ثم التحق بالمدرسة العليا للتكنولوجيا التابعة لـجامعة محمد الأول بوجدة، حيث درس لمدة سنة واحدة، وبعد ذلك طُرد من الجامعة بسبب نشاطه النضالي مع غيره من الطلاب. وهو ما سماه "طرداً تعسفياً". غادر بعدها الوطن إلى هولندا ليتابع دراسته في جامعة "ديلفت"، حيث حصل على  شهادة الإجازة، ثم الماجيستير، ثم الدكتوراه بميزات حسن جداً في جميع هذه المراحل. وقد اشتغل في شركة إنتل إضافة إلى اشتغاله مع شركات أخرى. اختار حمديوي أن يرحل إلى الولايات المتحدة الأمريكية. وبعد ذلك استقطبته جامعة ديلفت الهولندية من جديد، حيث أصبح رئيساً لقسم هندسة الكمبيوتر سنة 2018. وفي سنة 2019 رقي إلى درجة"بروفسور كرسي". وقد ابتكر حمديوي فكرة مهمة جداً في مجال الرقائق الإلكترونية وُصفت بأنها "بنية حاسوبية ثورية"، وبعدما عُرضت هذه الفكرة في جامعة "دفلت" للتكنولوجيا في هولندا سنة 2021، تمّ تتويج البروفيسور حمديوي بجائزة أفضل فكرة تقنية بهولندا. وتستهدف هذه الفكرة التقليل من استهلاك الطاقة؛ حيث أنّ تطبيقها يجعل أجهزة الحواسيب، عند توصيلها ببعضها، تساهم في جعل الاستهلاك الطاقي أقل بألف مرة عن الطريقة التي تعتمدها الرقائق التقليدية الحالية. نُشر للبروفيسور سعيد حمديوي أكثر من ثمانين دراسة علمية في العديد من كبريات الدوريات العلمية العالمية المتخصصة، إضافة إلى كتاب في هذا المجال.

## أنشطته الثقافية
شارك البروفيسور سعيد حمديوي في عدة ندوات داخل المغرب، ورغم طرده من الجامعة المغربية في بداية مشواره العلمي، فقد ألقى عدة محاضرات داخل المغرب بل صرّح يقول "أنه مستعد للتعاون مع الجامعات المغربية كي يتقاسم معها معارفه وخبراته من أجل خدمة أبناء وطنه".

## التكريمات
إضافة إلى ما ناله من التكريم في هولندا، تم تكريمه أيضاً وأخيراً في المغرب، حيث قام المركز الوطني للبحث العلمي والتقني بالعاصمة المغربية الرباط بتكريم البروفيسور سعيد حمديوي بمناسبة اليوم الدراسي الذي نظمته المؤسسة حول أي نموذج جامعي لجهة درعة تافيلالت، تمّ تكريم سعيد حمديوي أيضاً من طرف المدرسة الوطنية بالحسيمة. وعلى المستوى العربي؛ تمّت دعوته من طرف كلية الحجاوي للهندسة التكنولوجية في جامعة اليرموك بالأردن حيث ألقى محاضرة بعنوان "حاضر وتحديات مستقبل تكنولوجيا الإلكترونيات الرقمية".

## الجوائز
- جائزة تقديرية من كوريا الجنوبية.
- جائزة أفضل فكرة تقنية بهولندا.[8]